# Grenzproduktivitätsentlohnung
Die Grenzproduktivitätsentlohnung ist eine neoklassische Theorie, welche sich mit der Nachfrage eines Unternehmens nach zusätzlicher Arbeit beschäftigt. Diese Lohntheorie begründet das interdependente Zusammenspiel der Arbeitsnachfrage, abhängig vom Lohnsatz und der Kapitalnachfrage (der Investitionen), abhängig von den Kapitalkosten (dem Zinssatz).
Die unternehmerische Maxime der Gewinnmaximierung erfordert, dass das Grenzprodukt der Produktionsfaktoren den marginalen Faktorkosten entspricht. 
Bei Grenzproduktivitätsentlohnung der Produktionsfaktoren bestimmt also die Produktionselastizität der Faktoren die gesamtgesellschaftliche Einkommensverteilung.

## Beispielrechnung
Gegeben sei die Produktionsfunktion eines Postdienstleistungsunternehmens, wobei {\displaystyle L} die Anzahl der Arbeitsstunden ist:
{\displaystyle f(L)=1200\cdot L^{0{,}5}}
Die Arbeitsnachfrage ergibt sich durch Gleichsetzen der ersten Ableitung der Produktionsfunktion mit dem Reallohn:
{\displaystyle f'(L)={\frac {W}{P}}}
Bei einem Stundenlohn {\displaystyle W} von 7,50 Euro und einem Briefporto {\displaystyle p} von 0,25 Euro ergibt sich
{\displaystyle f'(L)={\frac {600}{\sqrt {L}}}={\frac {7{,}50}{0{,}25}}},
sodass man eine Arbeitsnachfrage von {\displaystyle L=400} erhält.

## Narrative Formulierung
Nach dem US-amerikanischen Ökonom John Bates Clark gilt für die Grenzproduktivitätsentlohnung eine Belohnung von Produktionsfaktoren in Übereinstimmung mit ihrer marginalen Produktivität. Sie basiert auf dem Gesetz der abnehmenden Grenzprodukte und setzt vollkommene Konkurrenz und vollkommen mobile Produktionsfaktoren voraus. Ein Unternehmen fragt demnach solange zusätzliche Arbeit nach, solange der zusätzliche Erlös (Grenzerlös der Arbeit) größer oder gleich den zusätzlichen Kosten (Grenzkosten der Arbeit) ist.

## Mathematische Formulierung
{\displaystyle P\cdot \partial Y/\partial N=W\;} also Grenzerlös (WGP) = nominale Grenzkosten
oder 
{\displaystyle MPN=W/P\;} also Grenzertrag = reale Grenzkosten
Die Faktorproduktivitäten bestimmen sich aus der Kapitalintensität {\displaystyle K/L} durch folgende Cobb-Douglas-Produktionsfunktion:
{\displaystyle Y(t)=A\cdot K(t)^{\alpha }L(t)^{1-\alpha }} mit {\displaystyle \alpha \in (0,1)}
Das Grenzprodukt der Produktionsfaktoren kann aus den partiellen Ableitungen der Produktionsfunktion bestimmt werden:
Grenzprodukt der Arbeit: {\displaystyle {\frac {\partial F(K_{t},L_{t})}{\partial L_{t}}}=(1-\alpha )\cdot A\cdot (K_{t}\ L_{t})^{\alpha }>0}
Grenzprodukt des Kapitals: {\displaystyle {\frac {\partial F(K_{t},L_{t})}{\partial K_{t}}}=\alpha \cdot A\cdot (K_{t}/L_{t})^{1-\alpha }>0}
Dies bedeutet, dass ein Entscheidungsträger auf unternehmerischer Seite zusätzliche Arbeit nachfragt, solange das Wertgrenzprodukt der Arbeit größer oder gleich dem Lohnsatz ({\displaystyle W}) ist, also bis der Grenzertrag eines zusätzlichen Arbeitnehmers ({\displaystyle MPN}) mit dem Reallohn (reale Grenzkosten) übereinstimmt.
Es gilt: Eine bessere Kapitalausstattung der Arbeitsplätze führt zu einer höheren Arbeitsproduktivität; wenn mehr Kapital eingesetzt wird, ist die Kapitalproduktivität geringer.